# Laignelet

Laignelet este o comună în departamentul Ille-et-Vilaine, Franța. În 1 ianuarie 2022 avea o populație de 1.217 de locuitori.